# Orlov (Russia)
Orlov è una cittadina della Russia europea nordorientale (oblast' di Kirov), situata sulla riva sinistra del fiume Vjatka, 77 km a ovest del capoluogo Kirov; è il capoluogo amministrativo del distretto omonimo.

## Storia
Tra il 1923 e il 1992 la città si chiamò Chalturin in onore del rivoluzionario russo Stepan Chalturin, nato nel villaggio di Chalevinskaja, situato a 3 chilometri da Orlov.

## Società

### Evoluzione demografica
Fonte: mojgorod.ru
- 1897: 3.300
- 1939: 7.300
- 1959: 9.200
- 1970: 10.600
- 1989: 10.300
- 2007: 7.900